# Ginalloa spathulifolia
Ginalloa spathulifolia är en sandelträdsväxtart som först beskrevs av Thw., och fick sitt nu gällande namn av Oliver. Ginalloa spathulifolia ingår i släktet Ginalloa och familjen sandelträdsväxter. Inga underarter finns listade i Catalogue of Life.